# 2012 en combiné nordique
| Années du combiné nordique : 2009 - 2010 - 2011 - 2012 - 2013 - 2014 - 2015    |
| Décennies du combiné nordique : 1980 - 1990 - 2000 - 2010 - 2020 - 2030 - 2040 |

Cette page reprend les résultats des différentes compétitions de combiné nordique de l'année 2012.

## Coupe du monde
La coupe du monde s'est achevée le 12 mars à Oslo, en Norvège.
Elle a été remportée pour la troisième fois consécutive par le Français Jason Lamy-Chappuis, devant le Japonais Akito Watabe et le Norvégien Mikko Kokslien.
Elle a recommencé le 24 novembre à Lillehammer, en Norvège.

## Coupe continentale
La coupe continentale de combiné nordique a été remportée par le slovaque Marjan Jelenko devant le Français Geoffrey Lafarge et l'Allemand Mark Schlott.
Elle a recommencé le 14 décembre à Soldier Hollow, aux États-Unis d'Amérique.

## Jeux olympiques de la jeunesse d'hiver
L'épreuve de combiné nordique des premiers jeux olympiques d'hiver de la jeunesse a couronné le Tchèque Tomas Portyk devant le Finlandais Ilkka Herola et le Japonais Go Yamamoto.

## Grand prix d'été
Le grand prix d'été a été remporté par l'Autrichien Bernhard Gruber.

## Coupe OPA
Le jeune Italien Manuel Maierhofer remporte la coupe OPA.

## Championnats nationaux

### Allemagne
Le championnat d'Allemagne s'est déroulé le 7 octobre à Klingenthal. Il a récompensé Eric Frenzel.

### Autriche
Le championnat d'Autriche s'est déroulé les 5, 6 et 7 octobre à Villach.
Mario Stecher a remporté les épreuves sur petit et sur grand tremplin, devenant ainsi double champion d'Autriche 2012.

### États-Unis
En octobre 2011 a eu lieu à Fox River Grove, dans l'Illinois, le championnat 2012, dont le lauréat est Bill Demong.
Le 6 août, Todd Lodwick est devenu le champion 2013 à Park City, dans l'Utah, performance d'autant plus méritoire qu'il a terminé huitième du concours de saut, qui fut disputé le 3 août.

### France
Le championnat de France s'est tenu le 24 mars à Courchevel, sur la piste olympique du Praz, et a distingué Jason Lamy-Chappuis.

### Italie
Le championnat d'Italie s'est tenu le 16 septembre à Predazzo. Son lauréat est Samuel Costa.

### Norvège
Le championnat de Norvège de combiné nordique s'est tenu le 28 janvier à Voss. Son lauréat est Jørgen Graabak.

### Suisse
Le championnat de Suisse s'est déroulé le 6 octobre à Einsiedeln. Il a couronné Tim Hug.

## Calendrier

### Janvier
- Le 7, à Oberstdorf, en Bavière (Allemagne), l'équipe de Norvège, composée des coureurs Magnus Moan, Mikko Kokslien, Jan Schmid et Jørgen Graabak, s'impose en coupe du monde devant les équipes d'Allemagne et d'Autriche.
- Le 8, à Oberstdorf, le coureur norvégien Mikko Kokslien remporte l'épreuve de coupe du monde devant son compatriote Magnus Moan et l'Allemand Björn Kircheisen.
- Le 13, à Chaux-Neuve, en Franche-Comté (France), l'italien Alessandro Pittin remporte sa première compétition en coupe du monde. Il devance le Français Jason Lamy-Chappuis et l'Allemand Fabian Riessle.
- Le 14, à Chaux-Neuve, le podium de la coupe du monde sera le même que la veille : Alessandro Pittin devant Jason Lamy-Chappuis et Fabian Riessle.
- Le 15, toujours à Chaux-Neuve, le même Alessandro Pittin s'impose en coupe du monde devant les Norvégiens Jørgen Graabak et Mikko Kokslien.
- Le 28, à Voss, s'est tenu le championnat de Norvège de combiné nordique, qui a distingué Jørgen Graabak.

### Février
- Le 3, dans le Val di Fiemme, en Italie (région Trentin-Haut-Adige), le Français Jason Lamy-Chappuis s'impose dans une course à pénalités de la coupe du monde devant l'Allemand Björn Kircheisen et le Norvégien Mikko Kokslien.
- Le 4, dans le Val di Fiemme, un sprint par équipes de la coupe du monde voit la victoire de la paire norvégienne Magnus Moan / Mikko Kokslien devant deux duos français.
- Le 5, dans le Val di Fiemme, c'est le Japonais Akito Watabe qui s'impose en coupe du monde devant le Norvégien Mikko Kokslien et l'Américain Bill Demong.
- Le 11, à Almaty, au Kazakhstan, le Norvégien Mikko Kokslien remporte la victoire dans la première épreuve de coupe du monde organisée dans ce pays. Il devance l'Allemand Björn Kircheisen et le Japonais Akito Watabe.
- Le 12, à Almaty, le Norvégien Mikko Kokslien s'impose en coupe du monde devant le Japonais Akito Watabe et l'Autrichien Bernhard Gruber.
- Le 17, à Klingenthal, en Saxe (Allemagne), le coureur italien Alessandro Pittin se blesse lors d'un saut, ce qui l'écarte des dernières épreuves de la coupe du monde.
- Le 18, à Klingenthal, le Japonais Akito Watabe s'impose en coupe du monde devant le Français Jason Lamy-Chappuis et l'Autrichien Bernhard Gruber.
- Le 19, à Klingenthal, le Français Jason Lamy-Chappuis remporte l'épreuve de coupe du monde devant l'Autrichien Bernhard Gruber et le Tchèque Tomáš Slavík.
- Le 25, à Liberec, en Tchéquie, l'Autrichien Bernhard Gruber s'impose en coupe du monde devant l'Allemand Eric Frenzel et l'Autrichien Wilhelm Denifl.
- Le 26, à Liberec, le Japonais Akito Watabe s'impose en coupe du monde devant le Français Jason Lamy-Chappuis et l'Autrichien Mario Stecher.

### Mars
- Le 3, à Lahti, en Finlande, le Norvégien d'adoption Jan Schmid s'impose en coupe du monde devant les Allemands Tino Edelmann et Johannes Rydzek.
- Le 9, à Oslo, en Norvège, le Japonais Akito Watabe remporte l'épreuve de coupe du monde devant le Norvégien Mikko Kokslien et l'Autrichien Bernhard Gruber.
- Le 10, à Oslo, le coureur américain Bryan Fletcher remporte sa première victoire en coupe du monde devant le Norvégien Mikko Kokslien et le Japonais Taihei Katō.

Il s'agit de la dernière course de la coupe du monde 2012. Le Français Jason Lamy-Chappuis en remporte le classement général.
- Le 24, à Courchevel, Jason Lamy-Chappuis devient champion de France pour la sixième fois.

### Juillet
- Le 21, à Sotchi, sur le futur site olympique, l'Autrichien Bernhard Gruber remporte[1] la première épreuve du grand prix d'été devant l'Américain Todd Lodwick et le Japonais Akito Watabe.
- Le 22, à Sotchi, l'Américain Todd Lodwick remporte[2] la deuxième épreuve du grand prix d'été devant les autrichiens Bernhard Gruber et Tomaz Druml.

### Août
- Le 6, à Park City, dans l'Utah, Todd Lodwick remporte le championnat des États-Unis de combiné nordique.
- Le 25, l'équipe française composée de Jason Lamy-Chappuis et de François Braud remporte la seule épreuve par équipes du grand prix d'été. Elle devance la paire autrichienne Bernhard Gruber/Tomaz Druml et le duo slovène Gašper Berlot/Marjan Jelenko.
- Le 26, l'Autrichien Bernhard Gruber remporte la quatrième étape du grand prix d'été devant le Tchèque Miroslav Dvořák et le Slovène Gašper Berlot.
- Le 29, à Predazzo, dans le Val di Fiemme, le Norvégien Magnus Moan s'impose dans la seule étape italienne du grand prix d'été, devant les Autrichiens Mario Stecher et Bernhard Gruber.
- Le 31, à Oberstdorf, l'Allemand Johannes Rydzek remporte l'avant-dernière épreuve du grand prix d'été, devant l'Autrichien Bernhard Gruber et l'Allemand Eric Frenzel.

### Septembre
- Le 1er, à Oberstdorf, l'Allemand Johannes Rydzek remporte la dernière épreuve du grand prix d'été, devant l'Autrichien Bernhard Gruber et le Japonais Akito Watabe. Bernhard Gruber remporte le classement général de la compétition.
- Le 16, Samuel Costa remporte à Predazzo le championnat d'Italie.

### Octobre

#### 6 octobre
- Mario Stecher remporte à Villach le championnat d'Autriche sur grand tremplin.
- Tim Hug remporte à Einsiedeln le championnat de Suisse.

#### 7 octobre
- Mario Stecher remporte à Villach le championnat d'Autriche sur tremplin normal.
- Eric Frenzel remporte à Klingenthal le championnat d'Allemagne.

### Novembre
- Le 24, le Norvégien Magnus Moan remporte[3] à Lillehammer, en Norvège, la première épreuve de la coupe du monde 2013, devant le Français Jason Lamy-Chappuis et l'Autrichien Bernhard Gruber.
- Le 25, le Norvégien Magnus Moan remporte[4] à Lillehammer, la deuxième épreuve de la coupe du monde 2013. Il devance son compatriote Håvard Klemetsen et l'Allemand Eric Frenzel.

### Décembre
- Le 1er, à Kuusamo, en Finlande, le Français Jason Lamy-Chappuis remporte l'épreuve de coupe du monde devant le Norvégien Magnus Krog et le Français Sébastien Lacroix, dont c'est le premier podium en coupe du monde.
- Le 2, à Kuusamo, la paire autrichienne Bernhard Gruber / Mario Stecher remporte la première épreuve par équipes de la coupe du monde, un sprint, devant les norvégiens Håvard Klemetsen / Mikko Kokslien et les français Sébastien Lacroix / Jason Lamy-Chappuis.
- Le 14, à Soldier Hollow, aux États-Unis, l'Américain Todd Lodwick remporte la première épreuve de la coupe continentale de combiné nordique 2013 devant son compatriote Michael Ward et le Français Wilfried Cailleau.
- Le 15, à Ramsau, en Autriche, le Norvégien Magnus Moan remporte l'épreuve de coupe du monde devant son compatriote Mikko Kokslien et l'Allemand Fabian Riessle.
- Également le 15, à Soldier Hollow, aux États-Unis, l'Américain Todd Lodwick remporte l'épreuve de la coupe continentale devant l'italien Lukas Runggaldier et le Japonais Daito Takahashi.
- Le 16, à Soldier Hollow, aux États-Unis, l'Américain Todd Lodwick remporte sa troisième épreuve consécutive en coupe continentale. Il s'impose devant le Suisse Sepp Schneider et le Français Nicolas Martin.
- Également le 16, à Ramsau, en Autriche, le Norvégien Mikko Kokslien remporte l'épreuve de coupe du monde devant le Français Jason Lamy-Chappuis et l'Autrichien Mario Stecher.